# Uromastyx geyri
Espèce
Statut CITES
Uromastyx geyri est une espèce de sauriens de la famille des Agamidae.

## Répartition
Cette espèce se rencontre en Algérie, au Mali et au Niger.

## Étymologie
Cette espèce est nommée en l'honneur de Hans Geyr von Schweppenburg.

## Publication originale
- Müller, 1922 : Über eine neue Uromastix-Art aus der Zentral-Sahara. Naturwissenschaftlicher Beobachter, Frankfurt, vol. 63, p. 193-201.